# Marianne Søgaard
Marianne Søgaard (født 12. august 1982) er en dansk sangskriver, komponist, sanger og højskolelærer. Hun er repræsenteret med flere melodier og en enkelt tekst i Højskolesangbogens 19. udgave.
Marianne Søgaard har været højskolelærer på Silkeborg Højskole siden 2017. Hun fik 7 sange optaget i Højskolesangbogens 19. udgave i 2020.
Søgaard er uddannet som rytmisk sanger på Rytmisk Musikkonservatorium i København, og hun har en bachelor i teologi fra Aarhus Universitet.
I 2018 vandt hun med sangen "Fantastiske fødselar" en konkurrence afholdt af DR P2 om en ny dansk fødselsdagssang.
Til FDF's landslejr i 2022 skrev hun den officielle landslejrsalme.
Blandt de sange Søgaard har fået optaget i Højskolesangbogen er "Dommen er faldet, ingen appel" hvor hun skrev både tekst og musik.
Den var skrevet til en morgensamling på Silkeborg Højskole i 2019.
I Kirkesangbogen fra 2017 har hun tre sange optaget: "Vi kommer til dit hus", "Hold håbet op" og "Jeg ved, at én og én er to".
Marianne Søgaard bor i Silkeborg. Hun er gift og har 3 børn.

## Diskografi
Marianne Søgaard har udgivet albummerne:
- Oui Mari (2008)
- Små beskidte øjeblikke (2013)
- Skybrud (2020)